# Síndrome de activación macrofágica
El síndrome de activación macrofágica es un cuadro de carácter severo y potencialmente letal que se da como complicación en el contexto de diferentes enfermedades, principalmente  de tipo autoinmune. El término síndrome de activación macrofágica fue acuñado por Hadchouel y col en 1985 y se ha utilizado casi exclusivamente para aquellos cuadros de hemofagocitosis secundarios a patología reumatológica (principalmente a artritis reumatoide).

## Cuadro clínico
El cuadro clínico se caracteriza por síntomas inespecíficos como fatiga, fiebre y baja de peso. Dentro de las complicaciones secundarias a la pancitopenia, se puede observar mucosas pálidas, sangrado espontáneo y aumento de los cuadros infecciosos.

## Laboratorio
Algunas de las alteraciones observadas corresponden:
- Aumento de niveles de ferritina
- Aumento de transaminasas
- Citopenias
- Aumento de los niveles de CD25 soluble (receptor soluble de Interleukina-2)
- Hipertrigliceridemia
- Hipofibrinogenemia

## Diagnóstico
El diagnóstico se basa principalmente en la clínica y los hallazgos de laboratorio.

## Tratamiento
El tratamiento se basa principalmente en el manejo de la patología de base, además del uso de corticoides, ciclosporinas y terapia inmunológica.